# Platybunus placidus
Platybunus placidus is een hooiwagen uit de familie echte hooiwagens (Phalangiidae).